# Polly Klaas
Polly Hannah Klaas, född 3 januari 1981, död 1 oktober 1993, var ett amerikanskt mordoffer vars fall fick nationell medieuppmärksamhet. Den 1 oktober 1993, vid tolv års ålder, kidnappades hon under knivhot under ett pyjamasparty i sin mors hem i Petaluma, Kalifornien. Hon ströps senare till döds. Richard Allen Davis dömdes till döden för mordet 1996.

## Bakgrund

### Kidnappningen
Den 1 oktober 1993 hade Polly Klaas och två vänner anordnat ett pyjamasparty. Cirka 22:30 gick Richard Allen Davis in i deras sovrum med en kniv. Han band båda hennes vänner, drog örngott över huvudet och bad dem räkna till 1000. Han kidnappade sedan Klaas.
Under de kommande två månaderna hjälpte cirka 4000 personer till att leta efter Klaas. TV-program som 20/20 och America's Most Wanted uppmärksammade kidnappningen. En APB (all-point bulletin) med den misstänktes information sändes inom 30 minuter efter kidnappningen. Sändningen gick dock bara ut över Sonoma County Sheriff's Channel 1.

### Första kontakten med Davis
Inom några timmar efter kidnappningen, i ett lantligt område i Santa Rosa, cirka 20 miles (32 km) norr om Petaluma noterade en barnvakt på väg hem ett misstänkt fordon som fastnat i ett dike på hennes arbetsgivares privata uppfart. Hon ringde fastighetsägaren, som bestämde sig för att lämna platsen tillsammans med sin dotter. När hon körde längs den långa uppfarten till Pythian Road passerade ägaren Davis. Hon ringde 911 när hon kom till en bensinstation och två poliser skickades till platsen. Poliserna kände inte till kidnappningen eller den misstänktes beskrivning, på grund av att enheter i Sonoma Valley var på kanal 3. Poliserna kollade upp Davis körkort och registreringsnummer utan resultat. Poliserna försökte övertyga fastighetsägaren att utföra ett envarsgripande för överträdelse. Enligt Kaliforniens lag kan en civilperson gripa för denna typ av förseelse. Fastighetsägaren skulle ha varit tvungen att gå till bilen med poliserna och säga "Jag arresterar dig." Poliserna kunde då ha tagit Davis i förvar, men fastighetsägaren vägrade.
Poliserna ringde efter en bogserbil för att få Davis bil ur diket. De genomsökte det noggrant innan bogserbilen kom och hittade inte bevis för att någon annan varit i bilen. Den enda möjliga brottet var en öppen burk med öl, men Davis körde inte vid tidpunkten då poliserna kontaktades, och enbart innehav av en öppen behållare var inte olagligt. Innan Davis släpptes uppmanades han att hälla ut ölen och poliserna fyllde i ett FI-kort (Field Interrogation) med hans information och FI-kortet arkiverades.
Den 28 november 1993 inspekterade fastighetsägaren sin egendom efter att skogshuggare delvis hade rensat fastigheten på träd. Hon upptäckte föremål som fick henne att tro att de kanske hade matchat dem som användes i kidnappningen. Hon ringde till sheriffens avdelning för att rapportera sin upptäckt och poliser och brottsplatsutredare skickades ut. Ett av föremålen som hittades, ett sönderrivet par balettleggings, matchades av FBI Crime Laboratory till den andra delen leggings som togs som bevis på vid kidnappningen. En granskning av telefonsamtal i området dagen för kidnappningen visade kontakten med Davis, som bara hade identifierats eftersom båda poliserna hade fyllt i och lämnat in FI-kortet. När Davis identitet avslöjades spårades hans fingertryck på kidnappningsplatsen också till honom. Myndigheterna hade inte kunnat matcha delutskriften tidigare på grund av den dåliga utskriftskvaliteten.

### Gripande och erkännande
Sonoma County Sheriff's Department, i samarbete med Petaluma-polisen och FBI, inledde en sökning av fastigheten och Pythian Road-området under en kraftig regnstorm. De första två dagarna av sökningen hölls så lågmälda som möjligt, eftersom Davis övervakades vid en indisk rancheria nära Ukiah, Kalifornien. När ingenting hittades under den första sökningen och övervakningen av Davis inte gav några resultat, fattades beslutet att gripa honom för kidnappningen av Klaas.
Medan Davis förhördes av Petaluma PD och FBI, inleddes en massiv sökning fredagen den 3 december. Sonoma County Sheriff's Department fick hjälp av över 500 medlemmar i sökgruppen från 24 byråer som kom från så långt borta som Kern County, Kalifornien och Washoe County, Nevada. Det ömsesidiga biståndet samordnades av California State Office of Emergency Services (nu känt som California Governor's Office of Emergency Services), FBI Crime Scene-team och många andra statliga och federala myndigheter. Sökningen är idag en av de största som någonsin genomförts i Kalifornien. Sökningen fortsatte fram till lördagen den 4 december. Sökansträngningen producerade andra bevis, men gav inga bevis för mänskliga rester. Sökningen var planerad att fortsätta på söndagen den 5 december, men på kvällen den 4 december erkände Davis att ha kidnappat och mördat Klaas och ledde utredare till hennes kropp. Han hade begravt henne i en grund grav strax utanför Highway 101, ungefär en mil söder om stadens gränser i Cloverdale, Kalifornien. Gravplatsen låg cirka 20 luftmil och cirka 30 mil från sökplatsen.
Även om Davis medgav att ha strypt Klaas till döds vägrade han att ge utredarna en tidslinje över händelserna från och med den 1 oktober. Man tror att han dödade henne före polisernas ankomst och gömde hennes kropp på sluttningen ovanför där hans bil satt fast. Han väntade sedan på en obestämd tid efter att ha eskorterats tillbaka till motorväg 12, cirka 1,5 mil från där hans bil satt fast och körde tillbaka för att hämta hennes kropp. Han var enligt uppgift andfådd, svettade kraftigt (trots att det var en sval natt) och hade kvistar och löv i håret när han kontaktades av polisen. Man tror också att han hade valt gravplatsen i förväg, eftersom den inte skulle ha upptäckts av en tillfällig observatör. Gravplatsen skulle vara direkt synlig från Highway 101, men inte själva graven.

## Rättegång och dom
Efter en lång, tumultartad rättegång dömdes Davis den 18 juni 1996 för mordet på Polly Klaas. Han dömdes även för bland annat rån, inbrott och kidnappning. En jury i San Jose Superior Court avgav en dödsdom. Vid hans formella dömande av en domare framkallade Davis nationell upprördhet genom att håna sitt offrets familj, visa båda långfingrarna mot en rättssalskamera och senare säga att Klaas sista ord precis innan han dödade henne var att hennes far misshandlade henne. Domare Thomas Hastings dömde Davis till döds genom dödlig injektion och sade: "Det är väldigt lätt för mig att uttala denna dom, med tanke på ditt upprörande beteende i denna rättssal".
Davis väntar på sin dödsdom i San Quentin State Prison, i Marin County, Kalifornien. Efter att ha överlevt en uppenbar överdos av narkotika i fängelset och attacker mot honom av flera andra fångar, är Davis nu i enskild förvaring och fortsätter att hjälpa sina advokater i olika överklaganden och har fler överklaganden framför sig innan den dömda domen kan genomföras.

## Winona Ryder
Skådespelerskan Winona Ryder, som var uppvuxen i Petaluma, erbjöd en belöning på 200 000 dollar för Klaas säkra återkomst under sökningen. Ryder spelade in i en filmversion av Little Women efter Klaas död och tillägnade den åt hennes minne, eftersom det hade varit hennes favoritbok.